# Hero (песня Мэрайи Кэри)
| Оценки критиков | Оценки критиков |
| Источник        | Оценка          |
| --------------- | --------------- |
| AllMusic        | [ 1 ]           |

«Hero» («Герой») — песня американской певицы Мэрайи Кэри с её третьего альбома Music Box, выпущенного в конце августа 1993 года. В октябре 1993 года песня была издана отдельным синглом.

## История
Как утверждают авторы песни Мэрайя Кэри (стихи) и Уолтер Афанасьефф (музыка, он же был продюсером записи), изначально песня предназначалась в качестве заглавной темы для фильма «Герой» (1992) с Дастином Хоффманом в главной роли, причём исполнять там заглавную тему должна была Глория Эстефан.
Уолтер Афанасьефф с Мэрайей Кэри тогда работали над записью её будущего альбома Music Box. Афанасьефф рассказывал, что в перерыве он «сидел за фортепьяно и сказал Мэрайе об этом фильме. За 2 часа мы сделали потрясающую заготовку для песни „Hero“. Она не предназначалась для того, чтобы её пела Мэрайя. В её представлении мы писали песню для Глории Эстефан для этого фильма. И мы зашли в ту зону, в которую Мэрайя не заходила — по её словам, песня была слишком слащаво-сентиментальной, или слишком поп-балладной, или слишком старомодной по мелодии и стихам».
Как пишет сайт Songfacts, когда песня была почти готова, Кэри и Афанасьефф сыграли её президенту компании Sony Music Entertainment и по совместительству жениху Мэрайи Кэри Томми Моттоле. Они рассказали ему, что песня для фильма «Герой». Моттола же сказал: «Вы что, шутите? Вы не можете отдать эту песню в тот фильм. Она слишком хороша. Мэрайя, ты должна взять эту песню. ТЫ должна это сделать».
В фильме была использована песня «Heart of a Hero» в исполнении Лютера Вэндросса.
Сайт Songfacts утверждает, что вначале Кэри песня не нравилась, она думала, что песня слишком сопливая. Но когда певица стала получать письма с благодарностями от слушателей, что эта песня помогла им в жизни, она оценила силу и чувства, которые песня вызывает в людях.
Песня вышла в 1993 году, вскоре после этого, Кэри и Моттола поженились. Их брак продлился 4 года (поженились они 5 июня 1993 года, а 30 мая 1997 года, объявили о том, что будут жить раздельно, а потом и официально развелись). В 2000 году Моттола женился на мексиканской поп-певице Тали́и.

## Отзывы
| Оценки критиков      | Оценки критиков |
| Источник             | Оценка          |
| -------------------- | --------------- |
| Entertainment Weekly | B+              |
| Stereogum            | 2/10            |

Критик The Baltimore Sun Джей Ди Консидайн высоко оценил песню, написав: «[„Hero“] — это роскошная, будоражащая душу баллада, такая, за создание которой другие певцы заплатили бы Дайане Уоррен». Кроме того, он назвал её припев «бодрящим» и «парящим», похвалив вокальное исполнение Кэри. Ларри Флик из Billboard назвал песню «вдохновляющим победителем с уверенным, достойным посланием, мудрость которого сочетается с волнующей ясностью аранжировки». Он добавил: «Вокал Кэри никогда не был таким чистым и пронзительным. Эта песня, ставшая хитом по всему спектру, будет звучать ещё долгие годы, потому что она этого заслуживает». Трой Дж. Аугусто из Cashbox назвал её «Пиком недели», назвав её «пышно аранжированной песней о внутренней силе и обретении чувства собственного достоинства». По его мнению, она «играет как компаньон песни Бетт Мидлер „Wind Beneath My Wings“, с парящим припевом, нежной вокальной фразировкой и таким мощным и вечным посланием, что её обязательно превратят в тематическую песню для благотворительных сборов, танцев на выпускном, рекламной кампании сети магазинов сэндвичей или, возможно, во все вышеперечисленное». Рик Эмбелл из Crawley News заявил, что Кэри «действительно лучше всего проявляет себя» в таких балладах, как «Hero». Entertainment Weekly написал, что «в песне чувствуется безвременье», «которое почти бросается в глаза — это такой классический удар в грудь, как будто у нас всегда был „Hero“ и воображаемая сцена из фильма, которая к нему прилагается».

### Награды и номинации
Песня была номинирована на 37-й ежегодной церемонии вручения премии «Грэмми» в категории «Лучшее женское поп-вокальное исполнение», но уступила песне Шерил Кроу «All I Wanna Do».

## Чарты
| Чарт (1993—1994)                                           | Высшая позиция |
| ---------------------------------------------------------- | -------------- |
| Австралия (ARIA)                                           | 7              |
| Бельгия/Фландрия (Ultratop 50)                             | 45             |
| Канада (RPM Top Singles)                                   | 3              |
| Канада (RPM Adult Contemporary)                            | 1              |
| Франция (SNEP)                                             | 5              |
| Германия (GfK)                                             | 41             |
| Ирландия (IRMA)                                            | 5              |
| Нидерланды (Dutch Top 40)                                  | 10             |
| Нидерланды (Single Top 100)                                | 13             |
| Новая Зеландия (Recorded Music NZ)                         | 2              |
| Норвегия (VG-lista)                                        | 2              |
| Швеция (Sverigetopplistan)                                 | 27             |
| Великобритания (OCC UK Singles)                            | 7              |
| США (Billboard Hot 100)                                    | 1              |
| США (Billboard Adult Contemporary)                         | 2              |
| США (Billboard Hot Latin Songs) · Spanish version: "Héroe" | 40             |
| США (Billboard Hot R&B/Hip-Hop Songs)                      | 5              |
| США (Billboard Pop Airplay)                                | 1              |
| США (Billboard Rhythmic)                                   | 2              |
| США Top 100 Pop Singles (Cash Box)                         | 2              |
| США Top 100 R&B Singles (Cash Box)                         | 7              |
| США Adult Contemporary (Gavin Report)                      | 1              |
| США Top 40 (Gavin Report)                                  | 1              |
| США Urban (Gavin Report)                                   | 3              |
| США Adult Contemporary (Radio & Records)                   | 2              |
| США Contemporary Hit Radio (Radio & Records)               | 1              |
| США Urban Contemporary (Radio & Records)                   | 1              |

## Сертификации
| Регион | Сертификация  | Продажи   |
| --- | ------------- | --------- |
| Австралия (ARIA) | 2× Платиновый | 140 000   |
| Канада (Music Canada) | Платиновый    | 80 000    |
| Дания (IFPI Danmark) | Золотой       | 45 000    |
| Франция (SNEP) | Золотой       | 250 000*  |
| Новая Зеландия (RMNZ) | Платиновый    | 30 000    |
| Норвегия (IFPI Norway) | Золотой       |           |
| Великобритания (BPI) | Золотой       | 400 000   |
| США (RIAA) | 3× Платиновый | 3 000 000 |
| * Данные о продажах приведены только на основе сертификации. · Данные о продажах + прослушиваниях приведены только на основе сертификации. |               |           |